# 富山県道124号本野三日市線
富山県道124号本野三日市線（とやまけんどう124ごう もとのみっかいちせん）は富山県黒部市内を通る一般県道である。

## 概要

### 路線データ
- 起点：富山県黒部市本野（富山県道329号中山田家新線交点）
- 終点：富山県黒部市三日市字桜枝（富山県道14号黒部宇奈月線交点）
- 実延長：4,804m

## 沿革
- 1960年（昭和35年）4月23日 - 認定[1]

## 地理

### 通過する自治体
- 富山県黒部市

### 接続する道路
- 富山県道329号中山田家新線（起点：黒部市本野）
- 富山県道364号若栗前沢線（新道）（黒部市山田新）
- 富山県道364号若栗前沢線（旧道）（黒部市山田新 - 黒部市前沢で重複）
- 富山県道150号魚津入善線（天池交差点）
- 富山県道14号黒部宇奈月線（終点：黒部市三日市字桜枝）

### 周辺
- 富山地方鉄道本線 東三日市駅
- 黒部市役所
- 富山県立桜井高等学校
- 黒部市立前沢小学校
- 黒部市立三日市小学校
- 黒部三日市郵便局
- アピタ 黒部店
- 黒部ショッピングセンター メルシー